# 張霸
張霸（？年—？年），字伯饒，蜀郡成都人，東漢侍中。

## 生平
張霸年紀輕輕就懂得孝順和謙讓，作息飲食也合乎禮節，鄉里的人們稱他為「張曾子。」張霸七歲時就通曉《春秋》，又想進修其他經書，他的父母說他年紀還小無法學那麼多，張霸說「再多都可以」，所以字為“饒”。
張霸後來向長水校尉樊鯈學習《嚴氏公羊春秋》，於是博覽《五經》。當時孫林、劉固、段著等人都很仰慕他，他們就在張霸住所旁買房子，以方便就近向張霸學習。張霸認爲樊鯈刪改的《嚴氏春秋》還有許多繁雜的冗詞，於是他又刪減爲二十萬字，改名《張氏學》。
張霸被舉薦爲孝廉光祿主事，不久又升遷，永元年間任會稽太守，上表錄用郡人顧奉、公孫松等人。
張霸到越後，當地盜賊猖狂，郡界不安寧，張霸發佈公文懸賞招降，明用信賞，賊人束手歸附，沒有動用到半點士兵，盜賊越來越少，路上也沒有遺寇。當時有童謠傳唱：「棄我戟，捐我矛，盜賊盡，吏皆休。」張霸視事三年，對掾史說：「我這個太守孤苦無依，獨自生活，現在打算辭去這個職位。太陽至正中後就開始傾斜，月圓後就開始盈缺。老子說過：『知足不辱。』」於是上書稱病請辭。
張霸經過四次升遷被任命為侍中。當時皇后鄧綏的哥哥虎賁中郎將鄧騭聽聞張霸的名氣，想與和他做朋友，張霸猶豫而不回答，很多人笑他不識時務。後來第五次轉官時，便生病去世，享壽七十歲。
張霸的遺書命令他的兒子們說：「從前季札出使齊國，兒子死在贏、博之間，就埋葬在那坎坷的路旁。現在蜀道阻遠，不適合運回鄉里，可以直接就埋在這裡，夠埋頭髮和牙齒就足矣。務必薄葬就好，以完成我的心願。人的一生，要對人有敬畏之心，如果有不好的事情發生在自己身上，只需以正道之行坦然接受。」兒子們遵從遺囑，把他葬在河南郡梁縣，就在那邊安家。將作大匠翟酺等人和諸位儒學門生追錄他的生平行事，謚曰憲文。一說謚文父。

## 軼事
張霸任會稽太守時，入海追捕盜賊，海風強勁、天色昏暗，水波大量湧出，士兵們驚訝地告訴張霸，張霸說：「沒有必要恐慌，我們奉法追賊，這點風必定不會害我們。」彈指之間便風靜波止。
張浩在京師遊學時。和廣漢鐔粲、漢中郡李郃還有張霸結交為好友。

## 家庭

### 妻
- 司馬敬司，生有一子張光超。[15]

### 子
- 張楷，排行居中的兒子，字公超，[16]東漢長陵令。
- 張光超，不應朝廷以禮徵聘的隱士，張楷弟，生母司馬敬司。[17][18]

### 孫
- 張陵，字處沖，張楷子，東漢尚書。[19]
- 張玄，字處虛。張陵弟，[20]在魯陽山隱居。

### 孫女
- 張叔紀，廣漢王遵妻，古樸、周幹、彭勰、祝龜曾為她作頌。[21]

## 延伸阅读
[在维基数据编辑]
 《後漢書·卷36》，出自范晔《後漢書》
 《東觀漢記》